# Santi Sergio e Bacco (titre cardinalice)
La diaconie cardinalice de Santi Sergio e Bacco (Saints-Serge-et-Bacchus) fut érigée par le pape Agathon en 678 et fait partie des sept diaconies originelles. La diaconie est érigée dans le Forum romain, près de l'arc Septimius Severus. L'édifice est agrandi par Grégoire III.
La diaconie est supprimée en 1587 par le pape Sixte V et l'église détruite plus tard pendant le pontificat de Paul V. 

## Titulaires
- Dauferio (ou Desiderio), o.s.b. (1058-1059)
- Aldo da Ferentino (1099- circa 1122)
- Gregorio Tarquini (1122-1145)
- Raniero Marescotti (1145)
- Cinzio (ou Cincius, ou Cencius) (1145-1148)
- Greco (ou Grecus, ou Greto, ou Gretus) (1148 ou 1149-1150)
- Berardo (ou Bernardo) (1160-1161), pseudo-cardinal de l'antipape Victor IV
- Vitellio, o.s.b. (1164-1175)
- Guglielmo (1172-1173), pseudo-cardinal de l'antipape Calixte III
- Paolo Scolari (1179)
- Ottaviano di Paoli de' Conti di Segni (1182-1189)
- Giovanni (1189-1190)
- Lothaire de Conti (1190-1198), futur pape Innocent III
- Ottaviano de' Conti di Segni (1206-1232)
- Gabriele Rangone, o.f.m., titre pro illa vice (1477-1486)
- Maffeo Gherardi, o.s.b.cam (1489-1492)
- Giuliano Cesarini iuniore (1493-1503)
- Francisco Desprats (1503-1504)
- Gianstefano Ferrero, titre pro illa vice (1505-1510)
- Alessandro Cesarini seniore (1517-1523)
- Vacance (1523-1533)
- Odet de Coligny de Châtillon (1533-1549)
- Vacance (1549-1557)
- Vitellozzo Vitelli (1557-1559)
- Vacance (1559-1587)
- Diaconie supprimée en 1587